# Hasan Yeşilbudak
Hasan Yeşilbudak (Adana, 11 gennaio 1984) è un pallavolista turco, libero del Galatasaray.

## Carriera

### Club
La carriera di Hasan Yeşilbudak inizia nell'Adana Sosa, nel quale gioca una sola annata prima di entrare a far parte del settore giovanile dell'Arçelik, col quale debutta nella stagione 2006-07 da professionista in Voleybol 1. Ligi. Nella stagione seguente si accasa all'Halkbank, dove milita per cinque annate. Nel campionato 2012-13 viene ingaggiato dall'Arkas, conquistando lo scudetto, bissato nel campionato 2014-15, e venendo premiato come miglior libero.
Fa ritorno all'Halkbank nella stagione 2015-16 e vi resta nuovamente per cinque annate, in cui conquista tre scudetti, la Coppa di Turchia 2017-18 e due supercoppe nazionali, insignito per ben tre annate consecutive del premio come miglior libero. Nel campionato 2020-21 si trasferisce al Fenerbahçe, conquistando una Supercoppa turca in un quadriennio. Approda quindi al Galatasaray nella stagione 2024-25.

### Nazionale
Nel 2009 debutta in nazionale turca in occasione del campionato europeo.

## Palmarès

### Club
- Campionato turco: 5

2012-13, 2014-15, 2015-16, 2016-17, 2017-18
- Coppa di Turchia: 1

2017-18
- Supercoppa turca: 3

2015, 2018, 2020

### Premi individuali
- 2008 - Voleybol 1. Ligi: Miglior libero
- 2013 - Voleybol 1. Ligi: Miglior libero
- 2016 - Voleybol 1. Ligi: Miglior libero
- 2017 - Efeler Ligi: Miglior libero
- 2018 - Efeler Ligi: Miglior libero